# Gukumatz
Gukumatz è un personaggio primario del Popol Vuh, libro sacro dei Maya. È uno dei personaggi più importanti della saga, compare spesso nello svolgimento dell'opera, in particolare nei capitoli 1 e 5.
Stando alla leggenda Kiche, Gukumatz (chiamato anche Hunahpù Utiw) era lo sposo-fratello di Tepeu (entrambi erano asessuati), e creò insieme a lui il mondo e l'umanità.